# Tour radar du Stiff
La tour radar du Stiff est une tour d'observation située sur l'Île d'Ouessant et mise en service en 1982. Sa construction a débuté en 1978 à la suite du naufrage de l'Amoco Cadiz sur les roches de Portsall. D'une hauteur de 72 m, elle permet au Cross Corsen la surveillance du dispositif de trafic au large de l'île (rail d'Ouessant).

## Localisation
La tour est située à la pointe Bac'haol, à l'extrémité nord-est de l'île d'Ouessant et à quelques centaines de mètres du phare du Stiff sur un plateau à 60 m d'altitude. Elle domine la baie du Stiff. Compte tenu de sa position proche du sommet, la salle de veille panoramique se trouve donc à environ 120 m au-dessus du niveau moyen des marées. Le sommet de la tour est surmonté d'une antenne radar,. Un héliport se trouve non loin du pied de la tour.

## Histoire
Le navire Olympic Bravery s'éventre en 1976 au nord de l'île, près de l'île de Keller. En 1978, à la suite du naufrage de l'Amoco Cadiz, il est établi un constat de manque de visibilité sur les circulations de navires aux abords de l'île d'Ouessant. Les moyens en matière de radars et de radiocommunications sont jugés insuffisants. Il est alors décidé de construire une tour permettant une meilleure surveillance de la zone. L'architecte Jean Prouvé met en œuvre le principe du noyau central en béton pour sa structure.

## Usage
La tour est utilisée par des équipes de la Marine nationale qui surveillent et collectent les informations sur les navires parcourant le rail d'Ouessant sur un rayon de 40 km autour du site. Les données d'identification (système AIS) et images sont transmises directement au centre du Cross à la pointe de Corsen qui constitue le centre opérationnel. La nuit, un feu clignotant rouge balise la tour.
Le site est un terrain militaire et ne se visite pas.

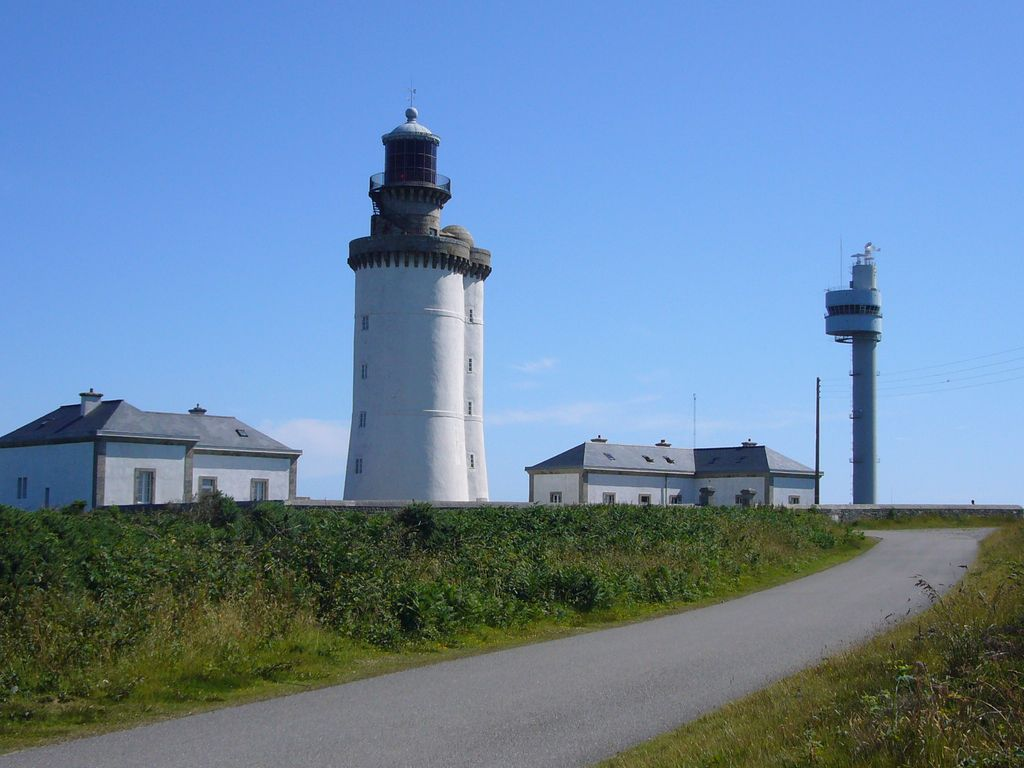
Le phare du Stiff et la tour
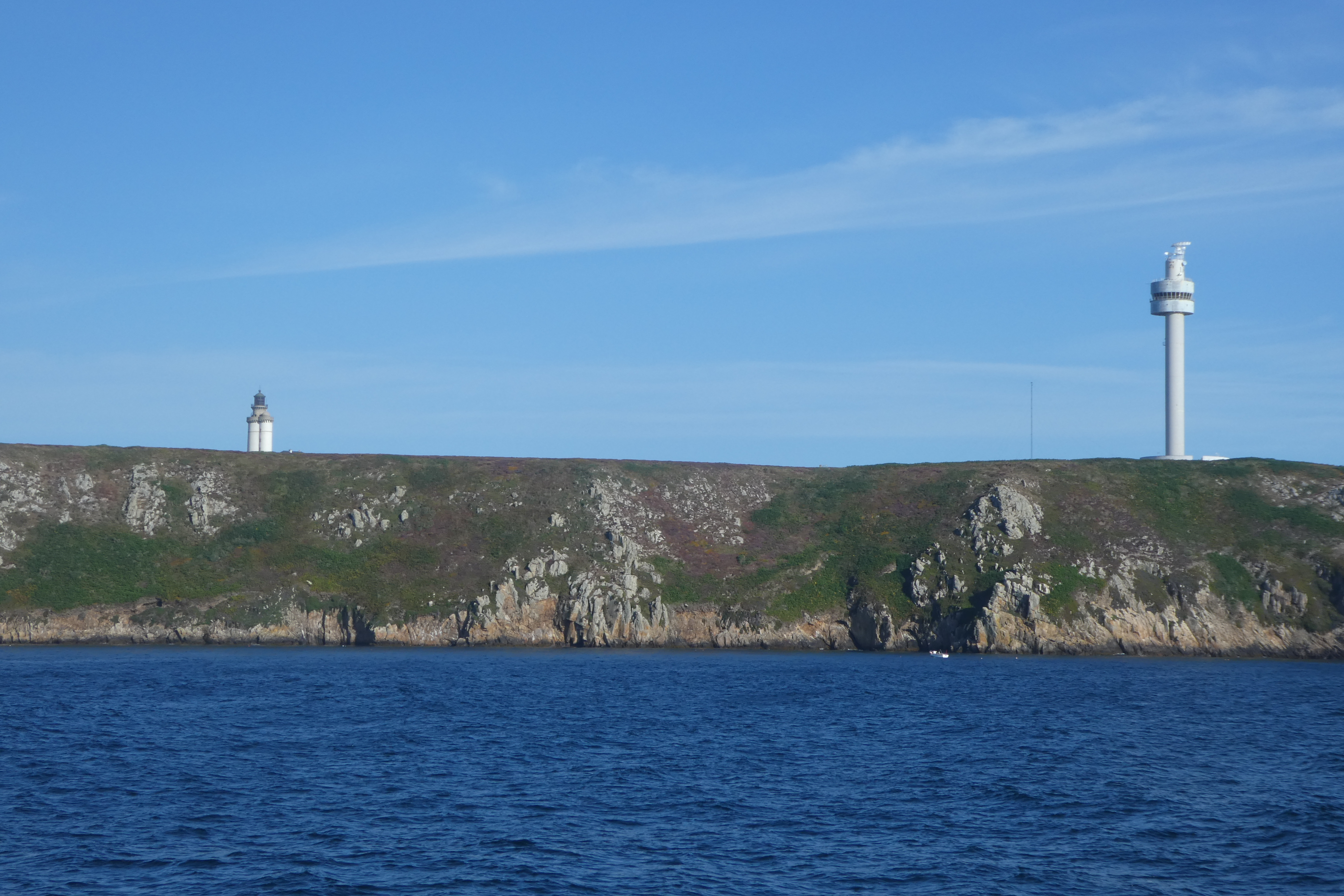
Vue depuis la baie du Stiff
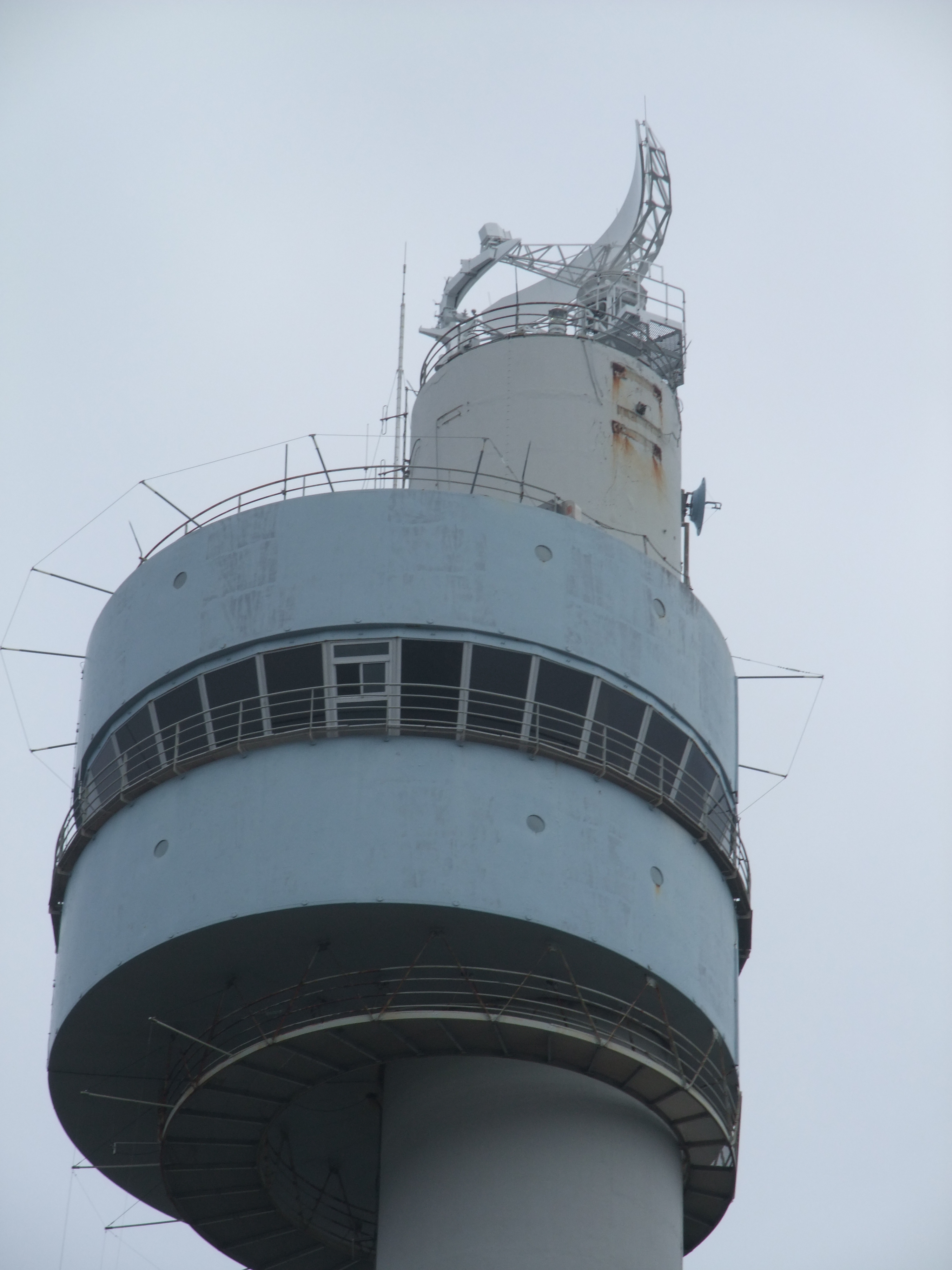
Sommet de la tour